# 頭竹圍
頭竹圍，是臺灣嘉義縣義竹鄉的一個傳統地域名稱，位於該鄉中部偏南，並延伸至東南側邊界地帶的中央偏南段。相較於今日行政區，其範圍大致包括頭竹村不含東部邊界地帶及西部北側凸出部分的南端及北部邊界地帶中央偏西一小段、新富村北部東側凸出部分。

## 歷史
台灣日治初期，頭竹圍地區為一街庄，稱為「頭竹圍庄」，隸屬於龍蛟潭堡。該庄北與埤仔頭庄為鄰，東與義竹圍庄為鄰，東南隔八掌溪與下中庄為界，南邊為牛稠底庄，西邊為新店庄。
1901年（日治明治三十四年）11月，全台廢縣廳改設二十廳，該庄隸屬於鹽水港廳。1903年（明治三十六年）6月，該庄編入「東後藔區」，隸屬於鹽水港廳。1909年（明治四十二年）10月，合併二十廳為十二廳，東後藔區改隸屬於嘉義廳。1920年（大正九年），全台地方制度大改正，廢十二廳改設五州二廳，該庄改制為「頭竹圍」大字，隸屬於臺南州東石郡義竹庄。
戰後義竹庄改制為義竹鄉，隸屬於臺南縣，大字亦改制為村。1950年10月，雲、嘉、南分治，義竹鄉改隸屬嘉義縣。

## 聚落
本地區發展較早的聚落有頭竹圍、潭仔內、下藔等，在日治期初期的官方地圖上已有記載。

## 交通
縣道163號是嘉義市市區至嘉義縣布袋鎮好美里的道路，經過本地區頭竹圍聚落北側。由該道路東北行可前往義竹鄕義竹市區、鹿草鄉、水上鄉、嘉義市西區，並止於縣道159號路口；西南行可前往布袋鎮，並止於好美里。
鄉道嘉26線是北港仔至義竹的道路。
鄉道嘉27線是安溪寮至牛稠底的道路。
鄉道嘉30線是新店至新塭的道路。

## 學校
- 義竹國小頭竹分校（已廢校）